# Tetraparvovirus
Die Virusgattung Tetraparvovirus innerhalb der Familie Parvoviridae, Unterfamilie Parvovirinae,  umfasst derzeit sechs eng verwandte Virusarten bei Paarhufern, Primaten (Menschen) und Fledertieren. Derzeit ist keinem Mitglied der Gattung Tetraparvovirus eine spezifische Infektionskrankheit zugeordnet, sie gelten als nicht-krankmachende (apathogene) Viren. Ihre Isolierung basierte auf der Identifikation neuer DNA-Sequenzen im Blut, Knochenmark, Lymphknoten, Leber und Milz von verschiedenen Wirtstieren. Als erste Spezies wurde 2005 ein Parvovirus-ähnliches Virus bei Personen in San Francisco gefunden, die ein sexuelles oder parenterales Infektionsrisiko besaßen und ein durchgeführter HIV-Test negativ verlief. Das Virus erwies sich nicht ursächlich für die akute virale Erkrankung. Antikörper gegen dieses Humane Parvovirus 4 wie auch virale RNA wurde aber in weiteren Gruppen von Patienten mit hohem parenteralem Infektionsrisiko (I.v.-Drogenverwender, IVDU, Hämophile, Patienten mit Hepatitis-C- und Hepatitis-B-Virus) gefunden.
Nach der ersten Isolierung beim Menschen gelang an der Universität Hongkong der Nachweis ähnlicher Viren bei Paarhufern (Hausschweine, Rinder, Schafen, später auch Yaks aus Nordchina). Diese Virusgruppe wurde ursprünglich als Hokoviren (von Hongkong University) oder auch teilweise als Partetravirus bezeichnet, der Name Hokovirus steht aber inzwischen für ein in Klosterneuburg bei Wien zusammen mit dem eng verwandten Klosneuvirus gefundenes Riesenvirus aus der Familie der Mimiviridae. Der Name Partetra- bzw. Tetraparvovirus resultiert aus dem Umstand, dass die ersten tierischen Isolate dem Humanen Parvovirus 4 genetisch am ähnlichsten waren (vom griechischen τετρα- für vier).
Bezüglich der Virusmorphologie wie auch dem Aufbau des Virusgenoms unterscheiden sich die Mitglieder dieser Gattung nicht von den anderen Mitgliedern der Unterfamilie Parvovirinae.

## Systematik
Zur Gattung Tetraparvovirus gehören folgende Arten und Viren (Stand 7. Mai 2024):
Unterfamilie Parvovirinae
- Gattung Tetraparvovirus

- Spezies Tetraparvovirus chiropteran1 (Fledertier-Tetraparvovirus 1, früher Chiropteran tetraparvovirus 1)
  - Eidolon helvum (bat) parvovirus 1 (BtPARV4)
– Wirt: Palmenflughund-Parvovirus (Eidolon helvum)

- Spezies Tetraparvovirus didelphimorph1
  - Opossum tetraparvovirus	OpPARV4

- Spezies Tetraparvovirus primate1 (Primaten-Tetraparvovirus 1)
  - Human parvovirus 4 (Humanes Parvovirus 4, PARV4)
– Subtypen: C25-5, NG-OR und G1
  - Primate tetraparvovirus 1 (Schimpansen-Tetraparvovirus 1)

- Spezies Tetraparvovirus rodent1
  - Rodent tetraparvovirus	RoPARV4

- Spezies Tetraparvovirus ungulate1 (Paarhufer-Tetraparvovirus 1, en. Ungulate tetraparvovirus 1)
  - Bovine hokovirus 1 (BPARV4)
  - Bovine hokovirus 2

- Spezies Tetraparvovirus ungulate2 (Paarhufer-Tetraparvovirus 2, en. Ungulate tetraparvovirus 2)
  - Porcine hokovirus; Porcine parvovirus 3 (Porzines Hokovirus, PPARV4, PPV3)

- Spezies Tetraparvovirus ungulate3 (Paarhufer-Tetraparvovirus 3, en. Ungulate tetraparvovirus 3)
  - Porcine parvovirus 2; parvovirus YX-2010/CHN (Porzines Parvovirus YX-2010/CHN, Cnvirus; PPV2, CnPPARV4)

- Spezies Tetraparvovirus ungulate4 (Paarhufer-Tetraparvovirus 4, en. Ungulate tetraparvovirus 4)
  - Ovine hokovirus 1 (Ovines Hokovirus, OvPARV4)

Die Bezeichnung ‚Hokovirus‘ für Viren der Gattung Tetraparvovirus ist veraltet (Verwechslungsgefahr mit der vorgeschlagenen Klosneuvirinae-Gattung „Hokovirus“).